# Lasalle
Lasalle – miejscowość i gmina we Francji, w regionie Oksytania, w departamencie Gard.
Według danych na rok 1990 gminę zamieszkiwało 1007 osób, a gęstość zaludnienia wynosiła 100 osób/km² (wśród 1545 gmin Langwedocji-Roussillon Lasalle plasuje się na 341. miejscu pod względem liczby ludności, natomiast pod względem powierzchni na miejscu 755.).